# Pànovo
Pànovo (en rus: Паново) és un poble de l'óblast de Vladímir, a Rússia, segons el cens del 2010 tenia 481 habitants. Pertany al districte municipal de Mélenki.